# Emilio el Moro
Emilio Jiménez Gallego (Melilha, 3 de novembro de 1923 — Alicante, 10 de julho de 1987), conhecido artisticamente como Emilio el Moro, foi um cantor, violonista e humorista espanhol.

## Biografia

### Primeiros anos
Emilio Jiménez Gallego nasceu em Melilha, Espanha, em 1923. Foi fã de flamenco desde a infância, em 1939, aos quinze anos, se apresentou pela primeira vez diante do público, vencendo consecutivamente sete concursos de canto, interpretando vários gêneros, como fandangos, soleás, tientos, polos e cañas. Ele se tornou o cantor de flamenco mais promissor do norte da África. Simpático e brincalhão, um dia ele cantou flamenco "no estilo árabe" e foi a ovação que recebeu que decidiu criar o personagem de Emilio el Moro.

### Auge da carreira
Em 1949, mudou-se para Madri e, vestido de jelaba, turbante, babuchas e barba, obteve um sucesso extraordinário que repercutiu por toda a Espanha, iniciando sua carreira em 1952. Emilio dançou, tocou violão e criou um novo tipo de humor que o trouxe ser uma das figuras principais entre os comediantes espanhóis, cobrindo os sucessos musicais da época parodiando suas letras e lisonjeando-as. Ele sempre atuou tocando com um fez e acompanhado por seu violão.
Ele também teve várias aparições cinematográficas, como em La insólita y gloriosa hazaña del cipote de Archidona, filme dirigido em 1979 por Tito Fernández baseado no livro de Camilo José Cela.
Em 1967, depois de morar em diferentes cidades espanholas, Emilio el Moro decidiu se estabelecer em Orito (Alicante).

### Declínio
Pouco a pouco, Emilio el Moro caiu no esquecimento, pois seu estilo humorístico não resistia à passagem do tempo. 
Tragicamente, ele morreu em 1987 no hospital de Alcoi (Alicante), devido às graves queimaduras que sofreu nos dias anteriores em um triste acidente doméstico ao tentar acender um cigarro sem perceber um possível vazamento de gás. Ele está enterrado no cemitério de Monforte del Cid.